# 1641
1641 (MDCXLI) je bilo navadno leto, ki se je po gregorijanskem koledarju začelo na torek, po 10 dni počasnejšem julijanskem koledarju pa na petek.

## Dogodki
- - izidejo Descartesove »Meditacije o prvi filozofiji«

## Rojstva
- 28. maj - baron Janez Vajkard Valvasor, slovenski plemič, polihistor, zgodovinar, topograf, etnograf, risar (tega dne je bil kršcen) († 1693)

## Smrti
- 3. januar - Jeremiah Horrocks, angleški astronom (* 1618)
- 9. december - sir Anthonis van Dyck, flamski slikar (* 1599)